# Rodolfo Codina
Rodolfo Codina Díaz (Valparaíso, 3 de julio de 1949) es un marino en retiro chileno, que se desempeñó como Comandante en Jefe de la Armada de Chile desde 2005 hasta 2009.

## Biografía

### Estudios
El almirante Codina ingresó a la Escuela Naval Arturo Prat de Valparaíso en 1964, después de haber realizado estudios en el colegio de los Padres Franceses de la misma ciudad. Se graduó como subteniente el 1 de enero de 1969. Con posterioridad contrajo matrimonio con la señora Gloria Macchiavello con quien tiene siete hijos.

### Carrera naval
Es especialista en Estado Mayor (graduado de la Academia de Guerra Naval con la primera antigüedad de su promoción) y experto en artillería y misiles. Es ingeniero en armas, mención artillería y misiles. Cuenta además, con un magíster en ciencias navales y marítimas con mención en estrategia. Posee los títulos docentes de profesor militar de escuela, en la especialidad de artillería y de academia en la asignatura de estrategia. Es graduado de la Escuela Superior de Guerra Conjunta y del Curso Superior Conjunto de las FF. AA. de Francia.
Sirvió a bordo de los buques de la escuadra por más de quince años; en el destructor "Blanco Encalada", destructor lanzamisiles "Almirante Williams", cruceros "Capitán Prat" y "O'Higgins", y en el Buque Escuela "Esmeralda". Fue comandante de las barcazas "Díaz" en 1971, "Maipo" en 1986, Destructor Líder Portahelicópteros "Almirante Cochrane" los años 1994 y 1995 y jefe del Estado Mayor de la escuadra chilena.
En tierra, se destacan sus destinos como jefe del departamento ejecutivo de la Escuela Naval y subdirector de la Academia de Guerra Naval. En 1996, se integra al Estado Mayor General de la Armada, donde asume como jefe de la división de proyectos y director de planificación y operaciones en los años 1997 y 1998. En esta última destinación es investido como comodoro.

### Codina como oficial general de la Armada
El 1 de enero de 1999, el Supremo Gobierno le confiere el ascenso al grado de contraalmirante, siendo destinado a Iquique como comandante en jefe de la Cuarta Zona Naval. Al año siguiente es designado como director de Educación de la Armada.
El 1 de diciembre de 2001, el Supremo Gobierno le confiere el ascenso al grado de vicealmirante, y asume como director general del Territorio Marítimo y Marina Mercante.
El 21 de diciembre de 2004, asume como comandante de Operaciones Navales, uno de los cargos más importantes dentro de la Armada, donde tuvo a cargo, bajo su mando, la Escuadra, la Fuerza de Submarinos, el Cuerpo de Infantería de Marina, entre otras divisiones superiores de la Institución.

### Almirante
Fue escogido por el presidente Ricardo Lagos para asumir la Comandancia en Jefe de la Armada, por lo que dos vicealmirantes más antiguos fueron invitados al retiro. Esto se produjo el 18 de junio de 2005, ascendiendo de esa forma, al grado de almirante, máximo grado al que puede aspirar un oficial de marina chileno.

## Antecedentes Militares
- 1964: Cadete de la Escuela Naval Arturo Prat
- 1968: Guardiamarina
- 1969: Subteniente
- 1972: Teniente 2.º
- 1978: Teniente 1.º
- 1983: Capitán de Corbeta
- 1989: Capitán de Fragata
- 1994: Capitán de Navío
- 1998: Comodoro
- 1999: Contralmirante
- 2001: Vicealmirante
- 2005: Almirante

### Aspectos destacados de su mando
Durante su gestión le correspondió liderar la renovación del material naval. Se adquirieron cuatro fragatas holandesas y dos submarinos clase "Scorpene", el "O'Higgins" y el "Carrera". Entró en funciones el Patrullero de Zona Marítima "Piloto Pardo" y se materializó el ingreso de la mujer a la institución, en calidad de oficiales y gente de mar.
El almirante Codina se mostró proclive a desarrollar un acto de desagravio por los excesos cometidos contra los derechos humanos en el Buque Escuela "Esmeralda", los cuales, sin embargo, no se llevaron a cabo.
Se acogió a retiro al cumplir los cuatro años constitucionales, sucediéndolo en el cargo el almirante Edmundo González Robles.

## Vida posterior
Posteriormente a su retiro, el almirante se desempeñó como Presidente de la Corporación del Patrimonio Marítimo de Chile. Además es profesor de la Academia de Guerra Naval y del Magíster en Relaciones Internacionales de la Pontificia Universidad Católica de Valparaíso.